# Équipe du Liberia féminine de football
Cet article traite de l'équipe féminine. Pour l'équipe masculine, voir Équipe du Liberia de football.
Maillots
L'équipe du Liberia féminine de football est l'équipe nationale qui représente le Liberia dans les compétitions internationales de football féminin. Elle est gérée par la Fédération du Liberia de football.
Les Libériennes n'ont jamais participé à une phase finale de compétition majeure de football féminin, que ce soit le Championnat d'Afrique de football féminin, la Coupe du monde ou les Jeux olympiques.

## Histoire
Le Liberia joue son premier match officiel le 18 février 2007 à Monrovia contre l'Éthiopie (défaite 3-0) dans le cadre des qualifications pour les Jeux olympiques d'été de 2008.
Elles sont troisièmes du tournoi féminin de la zone A de l'UFOA en 2020.